# ألكسي ماسيكن
ألكسي ماسيكن (بالأوكرانية: Мазікін Олексій Андрійович) (مواليد 16 فبراير 1975) هو ملاكم أوكراني، مثّل بلاده في الألعاب الأولمبية الصيفية في دورتي 2000 و2004.

## روابط خارجية
ألكسي ماسيكن على موقع بوكس ريك (الإنجليزية) (registration required)
- ألكسي ماسيكن على موقع أوليمبيديا (الإنجليزية)